# 1047 Geisha
1047 Geisha este un asteroid din centura principală, descoperit pe 17 noiembrie 1924, de Karl Reinmuth.